# Riu Morava
El Morava (en llatí Marus Flumen, en txec i eslovac Morava, en alemany March, en hongarès Morva, en polonès Morawa) és un riu de l'Europa Central. És afluent del Danubi per l'esquerra i té una llargada de 365 km.
És el riu més important de Moràvia, regió que n'ha pres el nom.
El riu neix a Králický Sněžník, una muntanya del nord-oest de Moràvia, prop de la frontera entre la República Txeca i Polònia i es dirigeix cap al sud. El curs baix del riu forma la frontera entre Eslovàquia i la República Txeca primer, i Eslovàquia i Àustria després.
La ciutat més gran que hi ha prop del riu és Olomouc. Els seus afluents més importants són el Dyje i el Myjava.